# Prater

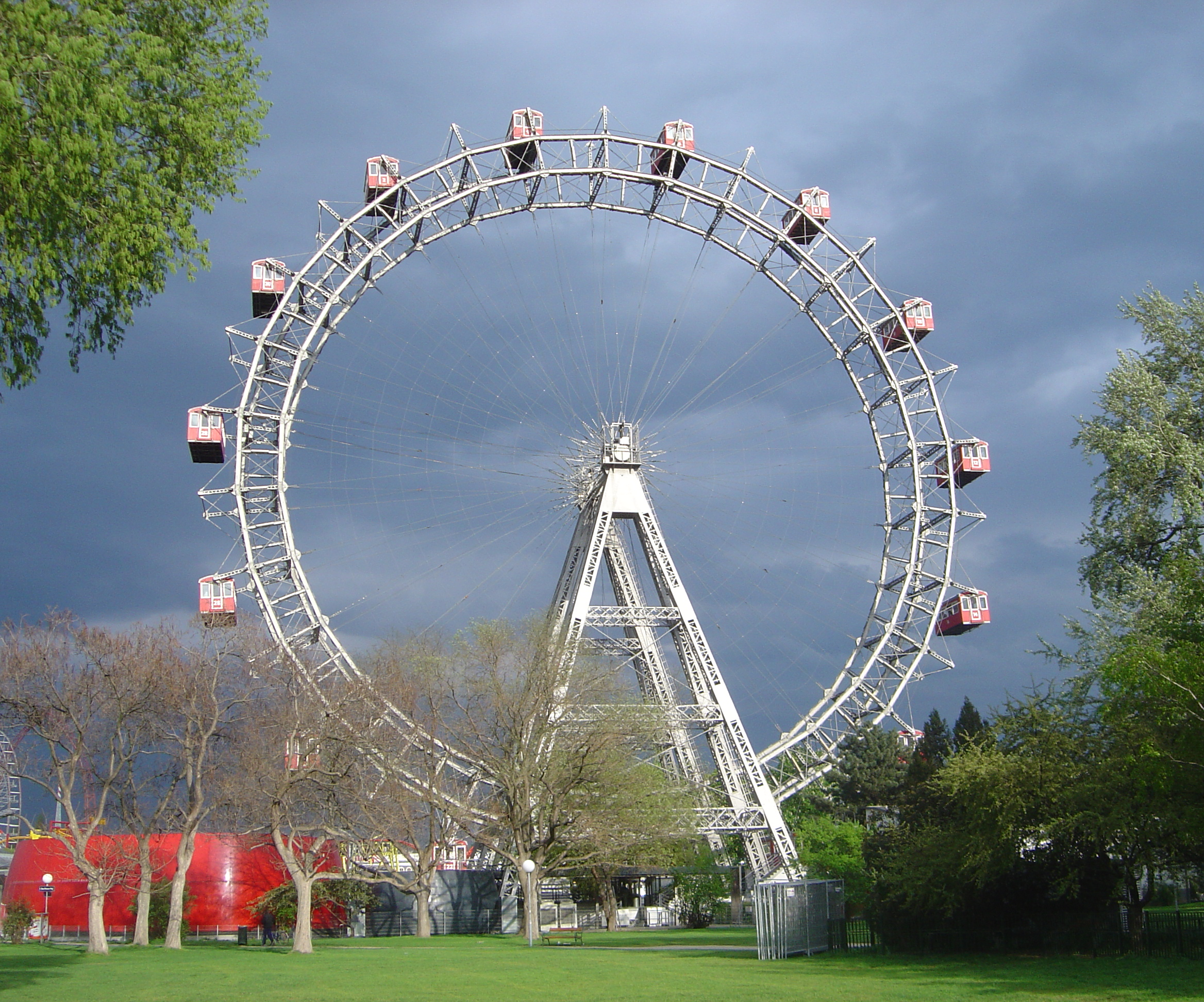
Roata mare din Prater

Prater (sau Wiener Prater) este un mare parc public aflat în Viena. Parcul este amenajat pe un vechi teren de vânătoare deschis publicului de împăratul austriac Iosif al II-lea. Vânătoarea s-a practicat în Prater până în 1920.

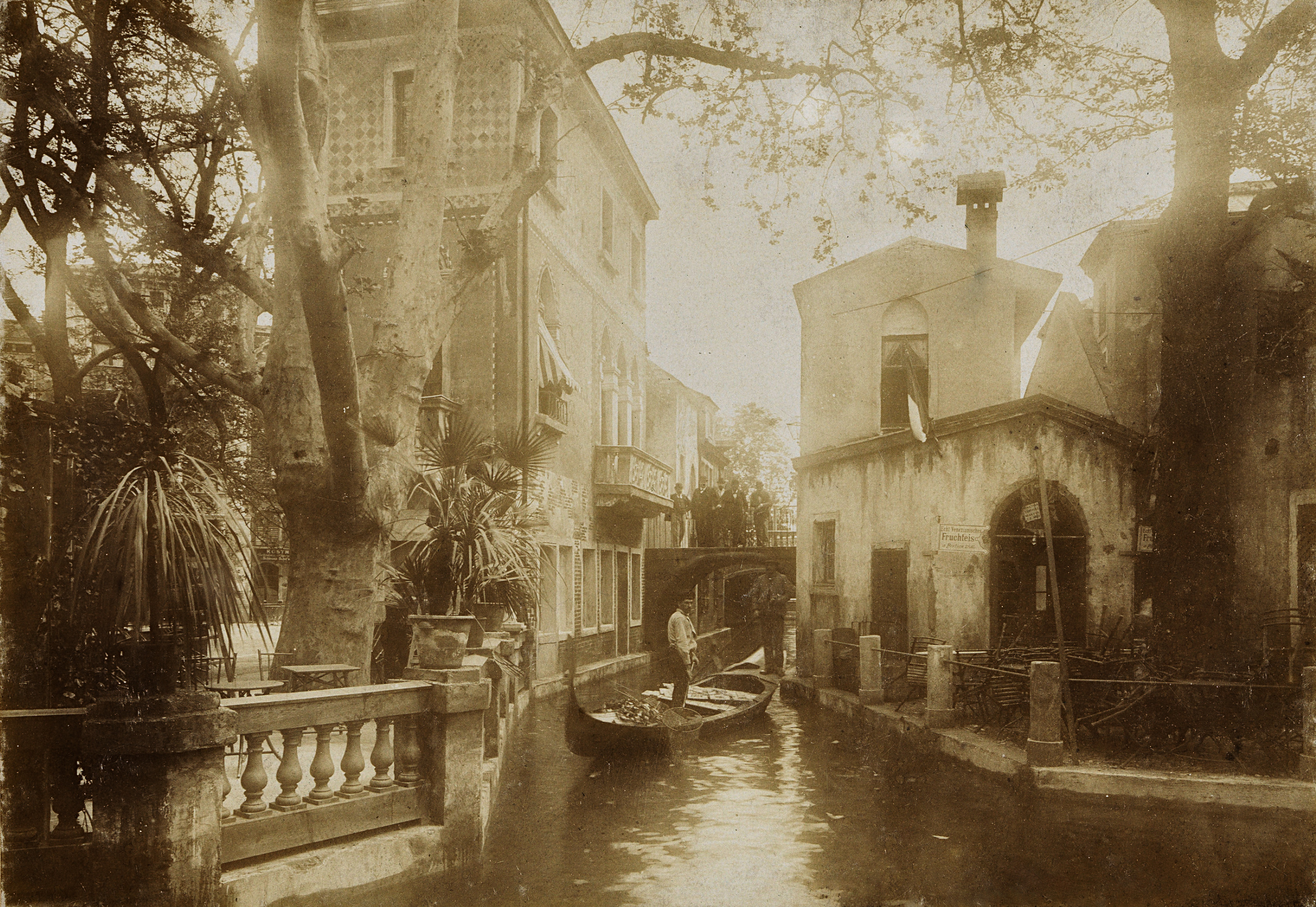
Prima atracţie:Veneţia în Viena

## Prater
Praterul este un parc de distracții gigantic, el se întinde pe o suprafață de 6 km2.
Numele de Prater vine probabil de la „pratum“ sau „prado“ (latină pășune sau spaniolă câmpie, pășune) .

## Istorie
Praterul este pentru prima oară amintit în anul 1162 când împăratul Frederic I l-a dăruit unui nobil Konrad. Termenul „Pratter” a fost folosit pentru prima oară în anul 1403 și era de fapt denumirea unei insulițe pe Dunăre care se află la nord de Freudenau. In decursul timpului termenul va fi folosit și pentru lunca Dunării de lângă insulă.
La începuturi, Prater-ul era din timpul lui Maximilian II (1564 - 1576) ca teren de vânătoare folosit împărații Austriei.
În anul 1766 a fost transformat într-un parc de recreere, de către Împăratul Iosif al II-lea.
Cu timpul, în parc s-au deschis restaurante și baruri, iar cel mai mare a fost cel al lui Basilio Calafati, un magician italian care și-a deschis un restaurant cu câteva jocuri de noroc.
Dar marea schimbare a avut loc 1895, când s-a inaugurat Marea Roată (Riesenrad). Azi, figura lui "Calafati", care a rămas o mascotă a Praterului, este singurul lucru care aduce aminte de acele zile.

## Poziționare
Praterul se află în nord-estul și partea centrală și de est a orașului Viena. Se întinde de-a lungul Falezei Dunării. 

### Mijloace de transport
La Prater, se poate ajunge folosind U-bahn-ul (metroul vienez), Strassenbahn-ul (tramvai, Busslinien (autobuzul) și cu linia de tren urban (Schnellbahn).
Stațiile care deservesc Praterul sunt:
1. U-bahn: Praterstern (U1, U2); Prater Messe Zentrum (U2, din 1 mai)
2. Strassenbahn: Praterstern (0, 5 și 21); Messeplatz (21)
3. Buslinien: Praterstern (80A); Praterstraβe(80A, 17C); Messeplatz (5B)
4. Schnellbahn: Bahnhof Praterstern  (S1, S2, S3, S7)

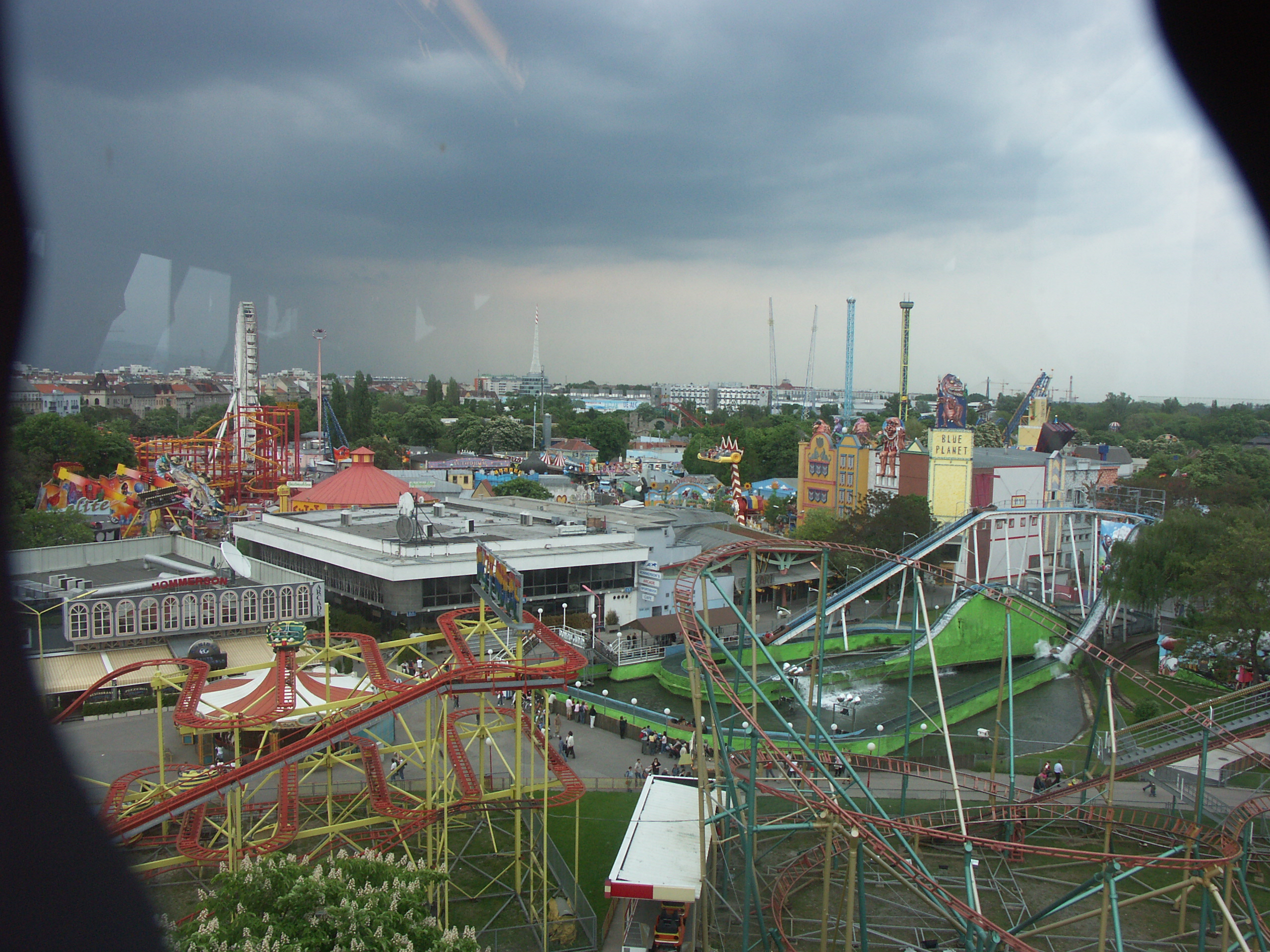
Praterul din Roată

## Atracții

### Cele mai vechi

#### Marea Roată Vieneză (Riesenrad)
Acest adevărat simbol al vienei, cea mai veche roată și cea mai mare din Europa Continentală. Din ea se poate admira priveliștea întregii Viene. Are peste 25 de cabine și a fost construită în 1895 de către Daniel Prater.

#### Caruselul cu cai vii (Ponny-Caroussel)
O cursă cu animalul-simbol al Vienei: calul!

### Cele mai noi
1. Rotorul Magic al lui Calafati. În mijlocul pieței Calafatisplatz sunt două statui rotative cu fețele lui Basilio Calafati și a soției sale, Berna Calafati, doi magicieni italieni care au deschis un bar în Prater.
2. Turbo Booster. Un pendul înalt.
3. Top Spin.
4. Megablitz
5. Austria în miniatură

### Transport
1. Liliputbahn, un trenuleț care străbate tot parcul.
2. Minicarul străbate Aleea Principală, de la Riesenradplatz până la Calafatisplatz.

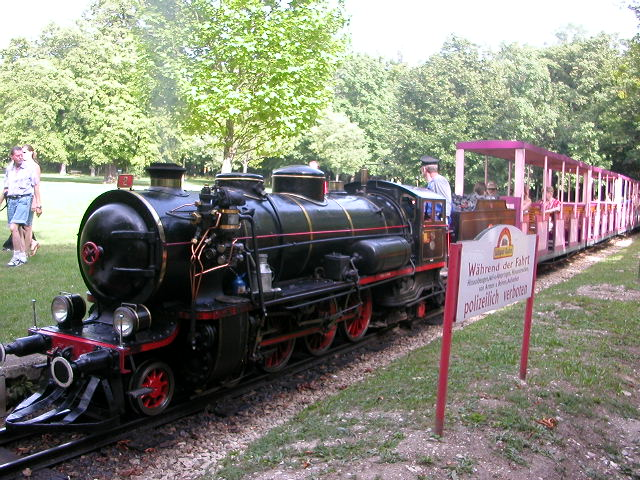
Trenuleţul Lilipitbahn

### Copii
1. Ringelspiel X3, trei caruseluri cu diferite forme.
2. Minidrom X2
3. Hip Hop
4. Mecky-Express, un trenuleț a cărui temă este lumea șoricelului Mickey Mouse.
5. Fabrica de bile (Ball Factory), un labirint cu capcane, având la ieșire o imensă baie de bile.
6. Roata Copiilor (Kinder Riesenrad)
7. Safari
8. Disneyland